# Libethra
Libethra is een geslacht van Phasmatodea uit de familie Diapheromeridae. De wetenschappelijke naam van dit geslacht is voor het eerst geldig gepubliceerd in 1875 door Carl Stål.

## Soorten
Het geslacht Libethra omvat de volgende soorten:
- Libethra armata Conle, Hennemann & Gutiérrez, 2011
- Libethra bifolia (Stål, 1875)
- Libethra brevipes Brunner von Wattenwyl, 1907
- Libethra chocoense Conle, Hennemann & Gutiérrez, 2011
- Libethra columbina (Westwood, 1859)
- Libethra crassespinosa Brunner von Wattenwyl, 1907
- Libethra gallegoi Conle, Hennemann & Gutiérrez, 2011
- Libethra huilaense Conle, Hennemann & Gutiérrez, 2011
- Libethra imbellis (Brunner von Wattenwyl, 1907)
- Libethra inchoata Brunner von Wattenwyl, 1907
- Libethra insalubris Hebard, 1919
- Libethra madrigali Conle, Hennemann & Gutiérrez, 2011
- Libethra metae Hebard, 1933
- Libethra minuscula Rehn, 1953
- Libethra molita (Westwood, 1859)
- Libethra nigripes Conle, Hennemann & Gutiérrez, 2011
- Libethra nisseri Stål, 1875
- Libethra panamae Hebard, 1923
- Libethra pumila Conle, Hennemann & Gutiérrez, 2011
- Libethra rabdota (Westwood, 1859)
- Libethra rabdotula Brunner von Wattenwyl, 1907
- Libethra rollei Brunner von Wattenwyl, 1907
- Libethra rugosa Brunner von Wattenwyl, 1907
- Libethra santandera Conle, Hennemann & Gutiérrez, 2011
- Libethra sartoria Brunner von Wattenwyl, 1907
- Libethra socia Brunner von Wattenwyl, 1907
- Libethra spinicollis Hebard, 1919
- Libethra spinulosa Brunner von Wattenwyl, 1907
- Libethra strigiventris (Westwood, 1859)
- Libethra tenuis Günther, 1932
- Libethra triedrica (Bolívar, 1888)
- Libethra unidentata Brunner von Wattenwyl, 1907
- Libethra venezuelica Brunner von Wattenwyl, 1907
- Libethra zamorana (Giglio-Tos, 1910)